# Ekhart Tole
Ekhart Tole (rođen kao Ulrih Tole  ; Linen, 16. februar 1948) je kanadski pisac nemačkog porekla. 
Autor je bestselera Moć sadašnjeg trenutka i Nova zemlja. U 2008, Njujork Tajmsa ga je nazvao „najpopularnijim duhovnim autorom nacije“.
Tole je imao nesrećno detinjstvo u Nemačkoj i Španiji, i bio je depresivan kao odrastao mladić u Engleskoj sve dok nije prošao kroz nešto što je nazvao „unutrašnjom transformacijom“. Proveo je nekoliko
godina kao lutalica, pre nego što je postao duhovni učitelj. Kasnije se preselio u Severnu Ameriku gde je počeo da piše svoju prvu knjigu, Moć sadašnjeg trenutka, koja je objavljena 1997, i dostigla Njujork Tajmsovu listu bestselera u 2000. godini.
Moć sadašnjeg trenutka i Nova zemlja su se prodale u tri i pet miliona kopija samo u Severnoj Americi do 2009. U 2008. pojavio se u serijama od 10 webinara, uključujući i veoma poznati televizijski šou-program Opre Vinfri, u kojem su diskutovali o njegovoj knjizi Nova Zemlja. ovaj prenos uživo pratilo je više od 35 miliona gledalaca. Toleove knjige su pokrenule širok obim komentara od strane mnogih teologa i novinara. Tole kaže da nije pripadnik nijedne posebne religije, ali da je na njegov rad uticao širok spektar raznih duhovnih učenja i religija.

## Detinjstvo i obrazovanje
Rođen kao Ulrih Tole u Linenu u Nemačkoj 1948. godine, Tole opisuje svoje detinjstvo kao nesrećno, a posebno rano detinjstvo u Nemačkoj. Njegovi roditelji su se često svađali i posle određenog vremena su se rastali, a on se osećao odbačenim od neprijateljskog školskog okruženja. Tole se ponekad igrao u zgradama koje su bile uništene bombama i kaže da se osećao veoma depresivno od strane onoga što je on nazivao „bolom u energetskom polju države“. Sa trinaest godina preselio se u Španiju gde je živeo sa svojim ocem. Otac nije insistirao na tome da on mora da pohađa srednju školu, i tako je Tole odlučio da uči književnost, astronomiju i jezik kod kuće.
Sa devetnaest godina seli u Englesku gde je tri godine učio nemački i španski u londonskoj školi za jezičke studije. Mučen depresijom, anksioznošću i strahom krenuo je u „potragu za odgovorima“ u svom životu. Kada je napunio dvadeset i dve godine ili više, počeo je da traži odgovore pomoću intelekta, kroz filozofiju, psihologiju i književnost i upisao se na londonski univerzitet. Nakon diplomiranja s najvišim ocenama, ponuđena mu je školarina za istraživanje na postdiplomskom studiju na Univerzitetu Kembriđž koji je upisao 1977.
Tole je promenio svoje ime Ulrih u Ekhart, upotrebivši ga kao aluziju na nemačkog filozofa i mistika Majstera Ekharta.

## Unutrašnja transformacija
Godine 1977, sa navršenih 29 godina, posle propaćenih dugoročnih napada suicidne depresije, Tole kaže da je osetio „unutrašnju transformaciju“. Probudio se u sred noći, pritom pateći od depresivnih osećanja koja su bila nepodnošljiva. Ekhart priča o svom iskustvu: 
 Više nisam mogao da živim sam sa sobom.I u ovoj misli je izniklo jedno pitanje bez odgovora: ko je „Ja“ koje ne može da živi samo sa sobom? Šta je to ja? Osećao sam se uvučenim u prazninu. Ono što nisam znao u to vreme je da je ono što se zaista dogodilo bilo umom kreirano ja koje je, sa svom svojom težinom, problemima, koji žive između nezadovoljene prošlosti i zastrašujuće budućnosti, nestalo. Porušilo se. Sledećeg jutra sam se probudio i sve je bilo tako mirno. Mir je bio tamo jer tamo nije bilo „mene“. Samo osećaj „prisustva“, samo zapažanje i posmatranje. 
Ekhart se seća da je otišao u šetnju Londonom sledećeg jutra i da je primetio da je „sve bilo tako čudesno, duboko mirno. Čak i saobraćaj“. Kaže da je postao svestan snažnog dubokog unutrašnjeg osećaja mira u bilo kojoj situaciji. Period od oko dve godine nakon ovoga proveo je uglavnom sedeći „u dubokom stanju blaženstva“ na klupama u parku Rasel skvera, u centralnom Londonu, „gledajući svet kako prolazi“. Ostajao bi s prijateljima, u budističkom manastiru ili bi spavao na Hampsted livadi. Njegova porodica smatrala ga je neodgovornim, čak ludim.

## Karijera
Nakon ovog perioda, razni ljudi, uključujući bivše studente univerziteta i ljude upoznate igrom slučaja, počeli su da pitaju Tolea o njegovim verovanjima. Počeo je da radi kao savetnik i duhovni učitelj, i studenti su nastavili da dolaze kod njega u narednih pet godina. Preselio se u Glastonberi, tri sata vožnje zapadno od Londona, veliki centar alternativnog načina života. Godine 1995, nakon nekoliko poseta zapadnoj obali Severne Amerike, preselio se u Vankuveru, gde je upoznao svoju buduću suprugu Kim Eng. U septembru 2009. godine pojavio se zajedno sa Dalaj Lamom i drugim govornicima na Mirovnoj konferenciji u Vankuveru. Slavni poštovaoci njegovih knjiga su Opra, Meg Rajan i Džim Keri.
Ekhart kaže da je njegova knjiga Moć sadašnjeg trenutka pokazivač našeg vremena o jednom beskonačnom duhovnom učenju, samoj srži svih religija i da su sve religije postale preopterećene stranim i nebitnim stvarima da je sama njihova duhovna i božanska suština postala gotovo potpuno zanemarena i zasenjena, da su one sada u velikoj meri.. više razdvajajuće nego ujedinjujuće sile i da su samim tim postale deo jednog velikog ludila.
Tole piše da je najznačajnija stvar koja može da se dogodi jednom ljudskom biću mogućnost razdvajanja procesa razmišljanja i svesti i da je svest prostor u kojem misli postoje. On kaže da glavni razlog za nastajanje bilo kakvog oblika nezadovoljstva ili patnje nije nikada situacija već naše misli o njoj. U samoj srži Toleovih učenja leži transformacija svesti, duhovno buđenje koje on vidi kao sledeći korak u ljudskoj evoluciji. Ključni aspekt ovog buđenja sastoji se u prevazilaženju našeg ego-baziranog stanja svesti. Ovo je preduslov ne samo za ličnu radost već i za okončavanje nasilja, tako udomaćenog na našoj planeti.
U svojoj knjizi Nova Zemlja, Tole je definisao „ego“ kao iluzorno saznanje o sebi zasnovano na nečijim sećanjima i mislima. On takođe koristi izraz „telo bola“ (pain-body), koje u Novoj zemlji definiše kao nagomilavanje starog emocionalnog bola.
Ekhart u uvodu svoje druge knjige Tišina govori piše da: „Pravi duhovni učitelj ne može ničem da nas nauči u pravom smislu te reči, nema ništa da nam da ili doda, kao što su to neka nova informacija, verovanja, ili pravila ponašanja. Jedina funkcija jednog takvog učitelja je da nam pomogne da se oslobodimo onoga što nas odvaja od istine ... Reči nisu ništa drugo nego samo putokazi. Ekhart danas intenzivno putuje - drži predavanja širom sveta.“ 

## Dela
- Moć sadašnjeg trenutka (The Power of Now) oktobar 1999. (dugo je bila #1 liste Njujorktajmsovih bestselera, prevedena je na 33 jezika, pa čak i na arapski)
- Tišina govori (Stillness Speaks) avgust 2003.
- Nova zemlja (A New Earth: Awakening to Your Life's Purpose) oktobar 11. 2005. (ova knjiga zajedno sa knjigom „Moć sadašnjeg trenutka“ smatra se najuticajnijom duhovnom knjigom našeg vremena)
- Čuvari Plakata (Gurdians of Being) oktobar 2009.

## Spoljašnje veze
- „Zvanična veb stranica”. Архивирано из оригинала 29. 11. 2006. г. Приступљено 11. 10. 2010.
- https://web.archive.org/web/20090926045851/http://www.carobnaknjiga.com/index.php?option=com_content&task=view&id=137&Itemid=43
- http://www.youtube.com/results?search_query=eckhart+tolle&aq=f